# 대한민국 기상청의 일기예보
대한민국 기상청의 일기예보는 대한민국 기상청에서 예측하는 기상상태나 그와 관련한 서비스를 말한다.
기상청의 기상관측소 등의 각종 시설에서 관측한 자료를 분석한다. 관측한 자료를 바탕으로 해양, 기상 등의 변동 분석과 법칙 등의 지식으로 해양과 기상의 가까운 미래를 예상해 발표한다. 종관예보로써 단기예보, 중기예보, 장기예보, 기상특보가 존재한다. 단기 예보에는 2005년 10월 31일 시험 운영 시작뒤 2008년 10월 30일부터 정식 운영하는 '동네예보' 서비스가 있다. 5 km×5km의 격자별로 그래픽으로 표현하여 날씨를 예보한다. 이러한 예보는 스마트폰 애플리케이션과 날씨해설 동영상 콘텐츠에 반영되어 제공한다.
장기예보는 3일간 이상의 긴 예보를 가리킨다. 한국의 주간(週間)예보는 주로 분반구 천기도를 이용하여 미국이나 유럽의 기압골과 기압 마루를 추적하여 일주일 전까지의 매일의 날씨를 예보한다. 1개월, 3개월 이상의 장기 예보는 북반구의 기압 배치의 특징을 전제로 하여 상관관계가 유사형에 의하여 장래를 예측한다. 이 장기예보는 매일의 날씨를 예보하는 것이 아니고 날씨의 특징만을 예보하는 것이다.  오늘날 장기예보는 여러 종류의 산업에서 미래의 계획에 활용하고자, 선진국을 중심으로 그 중요성이 더욱 강조되고 있다. 그러나 아직 만족할 만한 단계에는 이르지 못하고 있다. 장기예보는 예보 기간이 길수록 오차가 커지지만, 5-7일 정도의 예보는 적중도가 높은 편이다.

## 같이 보기
- 일기예보